# داني المهضوم
دوغ (بالإنجليزية: Doug)‏، وعرض في محطة ديزني العربية باسم داني المهضوم، هو مسلسل رسوم متحركة كوميدي أمريكي من إنتاج جيم جينكينز. ويركز على حياة المراهق دوغ فاني أو داني المهضوم، والذي يواجه مغامرات ومشاكل في مدرسته بعد انتقاله لبلدة بلافينغتون. يروي دوغ كل قصة في مذكراته، ويضم المسلسل العديد من مشاهد الخيال. يتناول المسلسل العديد من المواضيع، مثل محاولات الاندماج والعلاقات الأفلاطونية والرومانسية، والثقة بالنفس، والتنمر، والشائعات. تركز العديد من الحلقات على محاولات دوغ لإعجاب زميلته باتي مايونيز.
قام جينكينز بتطوير المسلسل من رسومات رسمها في كراسة الرسم على مدى الثمانينات. استوحى جنكينز المسلسل من حياته الخاصة، وبالذات طفولته التي قضاها في ولاية فرجينيا، كما أن معظم الشخصيات في المسلسل مبنية على أفراد حقيقيين. أراد جينكينز نشر دوغ ككتاب للأطفال إلا أن الناشرين لم يهتموا به، ثم قامت شركة نيكلوديون بشراء السلسلة. وفي أعقاب ذلك، خضعت السلسلة لمزيد من التطوير، وأشرف جنكينز على كل التفاصيل بدقة في كل جانب منه. كان جنكينز مصرا على أن المسلسل له مغزى، وأوعز للمؤلفين على وضع عبرة في نص كل حلقة. أما الموسيقى التصويرية غير الاعتيادية فتعتمد على أصوات الفم.
عرض المسلسل أول مرة في عام 1991 على شبكة كابل نيكلوديون، كأول محتوى رسوم المتحركة أصلي على القناة إلى جانب راجراتس وبرنامج رن وستمبي. يتألف المسلسل الأصلي من 52 حلقة على مدى أربعة مواسم تم بثها من عام 1991 إلى عام 1994. وفي عام 1996، استحوذت ديزني على المسلسل، وأعادت تنظيمه مع العديد من التغييرات الإبداعية وعرضته لمدة ثلاث سنوات على ايه بي سي ساترداي مورنينغ. احتل المسلسل المراكز الأولى في إحصائيات المشاهدة، وأنتجت عنه عدة كتب وسلع، وعرض مسرحي موسيقي حي، وفيلم طويل بعنوان فيلم دوغ الأول، الذي صدر بعد انتهاء السلسلة في عام 2000.

## روابط خارجية
- داني المهضوم على موقع IMDb (الإنجليزية)
- داني المهضوم على موقع ميتاكريتيك (الإنجليزية)
- داني المهضوم على موقع روتن توميتوز (الإنجليزية)
- داني المهضوم على موقع أول موفي (الإنجليزية)
- داني المهضوم على موقع فيلمافينيتي (الإسبانية)
- داني المهضوم على موقع كينوبويسك (الروسية)
- داني المهضوم على موقع ألو سيني (الفرنسية)
- داني المهضوم على موقع قاعدة بيانات الفيلم (الإنجليزية)